# 希瑟·米茨
希瑟·米茨（英語：Heather Mitts，1978年6月9日—），美国女子足球运动员，司职后卫。她曾代表美国国家队参加2004年、2008年和2012年夏季奥林匹克运动会足球比赛，获得三枚金牌。